# Herbert Schek
Herbert Schek   (Wangen im Allgäu, 30 de desembre de 1932) és un antic pilot d'enduro i fabricant artesanal de motocicletes alemany. Al llarg de la seva carrera va guanyar un Campionat d'Europa d'enduro (el 1980, en la categoria de superiors a 1.000 cc) i catorze d'Alemanya. Herbert Schek va destacar com a desenvolupador de motocicletes de gran cilindrada, especialment les BMW d'enduro durant la dècada del 1970, i és considerat el precursor dels models de la gamma GS d'aquesta marca. Amb les BMW creades per Schek, Hubert Auriol i Gaston Rahier van guanyar el Ral·li Dakar els anys 1983 i 1984.

## Carrera esportiva
El seu pare, propietari d'un concessionari d'automòbils, va estar en un camp de presoners de guerra rus fins a dos anys després d'acabada la Segona Guerra Mundial. Un cop reincorporat a la normalitat, com que no hi havia cotxes disponibles al mercat, pare i fill van començar a reparar motocicletes d'abans de la guerra.
Herbert Schek es va iniciar molt aviat en el motociclisme, concretament a la cursa anual d'skijoring (curses sobre neu d'esquiadors arrossegats per motocicletes) que se celebrava a la seva ciutat natal de Wangen im Allgäu. El matí del seu divuitè aniversari va obtenir el carnet de conduir i va participar en la seva primera cursa de velocitat, la qual va guanyar i va aconseguir així el premi de 30 DM, gairebé una setmana del seu sou d'aleshores. Inicià tot seguit una etapa de gran activitat en què sovint competia en dues cilindrades amb la mateixa moto i, després d'instal·lar-hi un sidecar, en dues més. Amb quatre curses i quatre victòries en un cap de setmana, en una ocasió va guanyar 120 DM (el sou d'un mes en un matí).
El 1952 va competir per primera vegada en una competició de Geländesport, una mena de prova de regularitat fora d'asfalt antecessora de l'actual enduro, la qual també va guanyar. Des d'aleshores i fins a començaments de la dècada del 1980 va competir en aquella modalitat, en tota mena de cilindrades. El 1962 en va guanyar el primer dels seus catorze campionats d'Alemanya. El 1980, l'any que va guanyar el seu campionat d'Europa, ho va fer amb una BMW preparada per ell, la Schek-BMW, a la cilindrada més grossa que hi ha hagut mai en aquest campionat: superiors a 1.000 cc (una cilindrada que, de fet, només es va convocar aquell any).

## Pilot i constructor de BMW
Herbert Schek estava especialment interessat en els Sis Dies Internacionals, aleshores anomenats ISDT, i hi va participar amb diverses marques de motocicleta: fins al 1965 ho va fer amb Puch, KTM i Maico. El 1965 va obtenir una BMW de 600 cc amb la qual va guanyar immediatament una cursa de dos dies als Països Baixos. El 1966 va esdevenir pilot oficial de la marca bavaresa i, tot i haver de pilotar enguixat durant tota la temporada per culpa d'un accident, va quedar segon al campionat d'Alemanya.
El 1967, BMW va entrar en crisi i va aturar temporalment la producció de motocicletes alhora que abandonava les competicions. El 1969, però, Schek va rebre un prototip basat en la BMW R75/5 amb el qual va guanyar la seva categoria als ISDT de Garmisch-Partenkirchen. El 1970 va tornar a aconseguir un contracte de fàbrica, però tot i que les BMW guanyaven sense problemes en competicions nacionals, estaven en desavantatge en competicions internacionals per culpa del seu pes, d'aproximadament 200 kg, i la seva poca fiabilitat. Les motocicletes britàniques, més lleugeres, eren les capdavanteres a l'època en grans cilindrades.

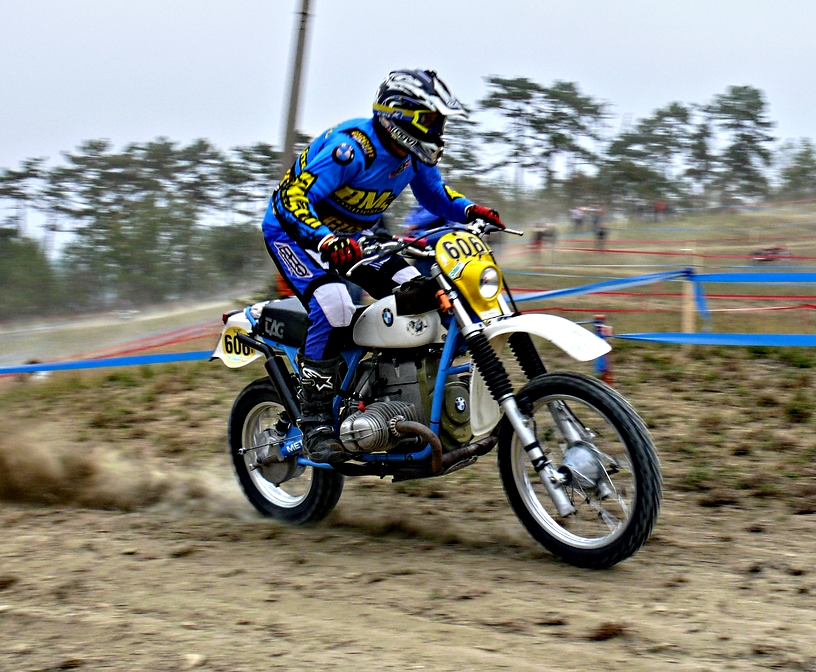
Una BMW de començaments dels 80 en un enduro de clàssiques el 2017

Schek va exposar el problema a BMW i els directius hi van estar d'acord i van deixar la solució a les seves mans. A l'hivern de 1970, Herbert Schek va començar a treballar en la seva "pròpia" BMW, que finalment va acabar pesant només 130 kg, i amb aquesta moto va guanyar els ISDT de 1971. celebrats a l'illa de Man (fins i tot va guanyar la cursa final en carretera, al circuit de Man). BMW va tornar a deixar les competicions el 1972, però com que el mercat nord-americà era important i els ISDT de 1973 s'hi havien de celebrar, Schek va rebre l'encàrrec de construir tres motos de fàbrica per a participar-hi. Ell va guanyar-hi una medalla d'or i la resta de l'equip, dues d'argent.
Durant els anys següents, els motors de dos temps en constant expansió van fer que fabricants com ara Maico guanyessin un títol rere un altre en les categories superiors als 500 cc amb les seves lleugeres motocicletes. Cap al 1977, Schek va convèncer el director de BMW Von der Marwitz (alhora comissari de l'Oberste Motorsport Kommission) de promoure una classe de superior a 750 cc. El pla va funcionar i Schek va poder desenvolupar les seves pròpies motos de 800 cc. Tot i que el departament de desenvolupament de BMW va intentar aturar el projecte tot encarregant a Laszlo Peres el desenvolupament de la futura BMW GS 800, Herbert Schek va obtenir permís i peces a per construir ell mateix deu motocicletes.
Un cop amb les seves motocicletes a punt, Schek va assabentar-se que n'havia d'organitzar ell mateix l'homologació: com que eren motocicletes de fabricació pròpia, no estaven cobertes per les llicències de BMW. Schek va fer deu plaques de matrícula per a les seves "Schek-BMW GS 800" i les va presentar a la inspecció, que va superar. Finalment va construir disset motocicletes sota la seva pròpia marca. Igual que Peres, Schek va fer servir una forquilla telescòpica Maico, però també va fer moltes peces ell mateix, com ara bieles de magnesi, pistons de titani i transmissió cardànica. Les Schek-BMW lliuraven uns 70 CV i pesaven 128 kg. Herbert Schek va guanyar el campionat d'Europa el 1980 amb una d'aquestes motos.

### Ral·li París-Dakar

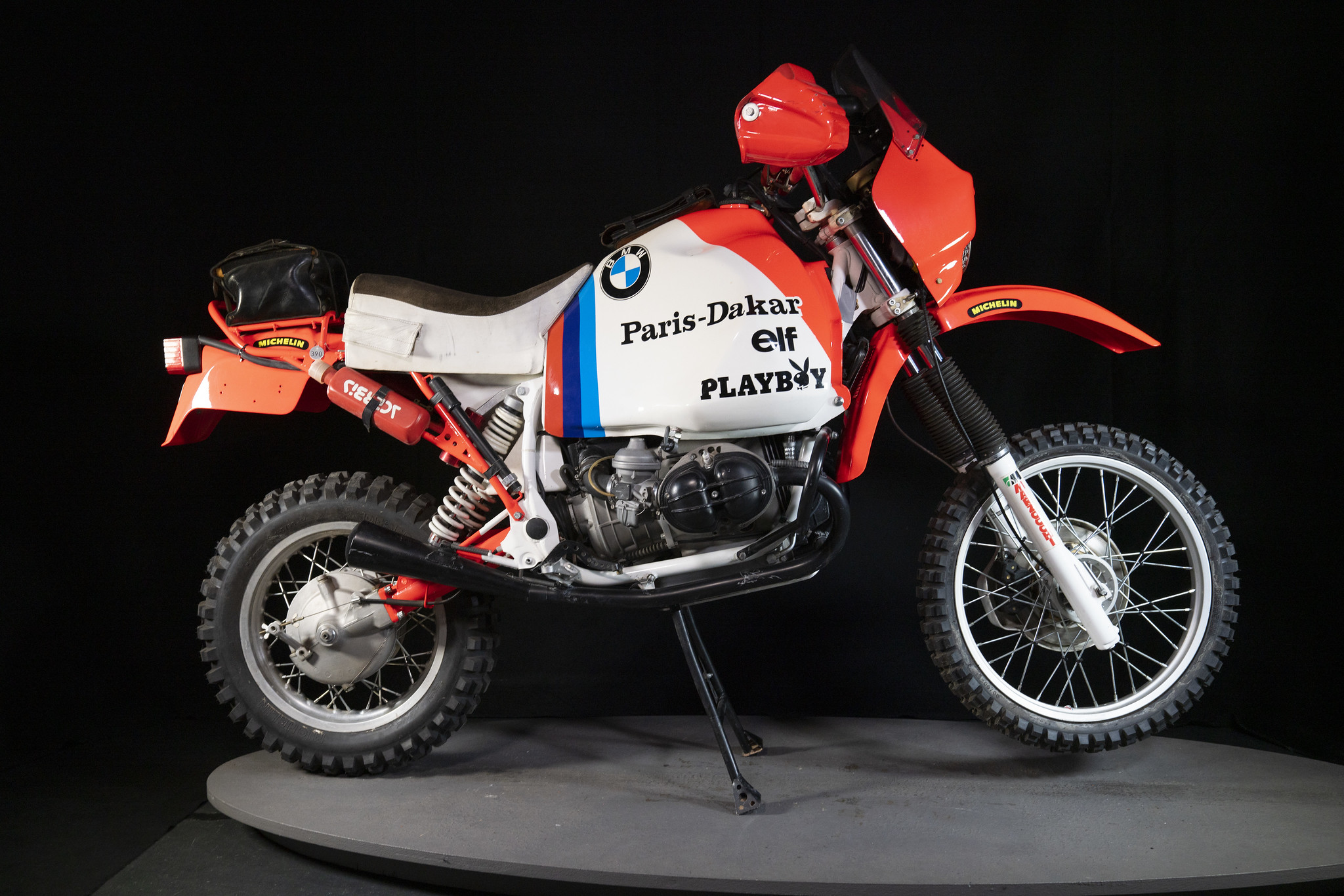
Una BMW GS 800 (R80GS) que participà al Ral·li Dakar el 1985

A partir de 1981, a causa d'un canvi en la normativa, les pesants BMW no tenien pràcticament cap possibilitat en competicions d'enduro, però el Ral·li París-Dakar, que es venia celebrant des del 1979, era un terreny a investigar. El pilot de ral·lis alemany Karl-Friedrich Capito li va demanar a Schek que construís una BMW adient per al desert i, un cop creada, Schek la va fer córrer al ral·li de 1981, però va patir un greu accident en el qual es va trencar la pelvis i va entrar en coma. Se'n va despertar després de dues setmanes a l'hospital de Wangen.
L'estiu de 1982, Hubert Auriol li va demanar que construís una nova BMW per al ral·li de 1983. Auriol ja havia guanyat el ral·li de 1981 amb una BMW GS 800, però el 1982 les BMW de fàbrica havien fracassat estrepitosament: tots els pilots s'havien retirat a mitja prova amb problemes a la caixa de canvis. Auriol va guanyar el 1983 i Herbert Schek també va tornar a participar al ral·li aquell any. El 1984, BMW va incloure les Schek-BMW al seu equip de fàbrica i Gaston Rahier va guanyar-hi el ral·li. A la vegada, Schek va esdevenir el millor pilot privat aquell any en guanyar la "classe Marató".
Del 1985 en endavant, Herbert Schek va participar al Dakar diverses vegades amb motocicletes d'altres marques. En total va participar en 15 edicions del ral·li, també com a supervisor de la seva filla Patricia, per a la qual va construir una moto el 1987. Si bé aquell any va fracassar, el 1990 Patricia es va convertir en la millor dona al Dakar, l'única participant alemanya i l'única pilot de BMW que va creuar la meta.

## Palmarès
- 1 Campionat d'Europa d'enduro de 1.000 cc (1980)
- 14 Campionats d'Alemanya d'enduro
- 2 Victòries de classe als ISDT en 750 cc (1969, 1971)
- 1 Victòria en classe "Marató" al Ral·li Dakar de 1984